# Bundesstraße S (Berlin)
Pour les articles homonymes, voir Route S.
La Bundesstraße S est une ancienne Bundesstraße à Berlin.

## Situation et accès
Après avoir commencé à la Rathenauplatz, la Bundesstraße traverse les Kurfürstendamm, Olivaer Platz, Lietzenburger Straße, An der Urania, Schillstraße et Lützowplatz, où elle atteint le Landwehrkanal. En direction de l'est, le trafic fut alors acheminé sur la rive sud du canal par les Lützowufer, Schöneberger Ufer, Tempelhofer Ufer et Waterloo-Ufer, tandis que la Bundesstraße en direction de l'ouest sur la rive nord du canal atteint la Lützowplatz par les Hallesches Ufer, Reichpietschufer et Köbisstraße. Après les Gitschiner Straße et Skalitzer Straße, le terminus est la Schlesisches Tor.

## Historique
La route est un précurseur de la future Bundesautobahn 106, qui s'appelait la Südtangente. La partie de la Lietzenburger Straße aménagée en nouvelle ligne porte aussi ce nom de 1961 à 1963.
La Bundesstraße S est fermée au début des années 1990, lors de la réunification allemande. Sa partie entre la Porte de Halle et le Potsdamer Brücke est incluse dans le nouveau tracé de la Bundesstraße 96.